# Common Object File Format
COFF (Common Object File Format, format de fichier objet commun) est un format pour les fichiers exécutables, objets et bibliothèques introduit dans Unix System V pour remplacer le format a.out. Il a lui-même été remplacé sur la plupart des systèmes par l'ELF, à l'exception principalement du compilateur DJGPP pour ses fichiers objets et de Microsoft Windows dont le format PE est une version modifiée.